# Coppa Sudamericana
La CONMEBOL Sudamericana, anche nota come Copa Sudamericana, è un torneo internazionale di calcio per club organizzato ogni anno dalla CONMEBOL. Si tratta di una continuazione, e fusione, delle estinte Coppa CONMEBOL, Coppa Mercosur e Coppa Merconorte. Essa si disputa annualmente tra i mesi di febbraio e novembre, parallelamente alla Copa Libertadores (dal 2017; precedentemente si svolgeva nella seconda parte dell'anno).

## Storia
In seguito al declino della Copa CONMEBOL nel 1999, la competizione venne sostituita dalla Copa Merconorte e dalla Copa Mercosur, poi abolite nel 2001. Nacque quindi l'esigenza di dar vita a un torneo che comprendesse le squadre delle nazioni sudamericane e centroamericane: nel 2002 nacque così la Copa Panamericana, poi rinominata Copa Sudamericana.
Dal 2003 al 2010 la casa automobilistica giapponese Nissan fu il partner ufficiale del torneo, sullo stile della Copa Toyota Libertadores, mentre nel 2011 e nel 2012 la competizione è stata sponsorizzata dalla Bridgestone. Dal 2013 lo sponsor ufficiale è diventato Total.
La prima edizione, disputatasi nel 2002, vide il successo degli argentini del San Lorenzo, che in finale sconfissero i colombiani dell'Atlético Nacional per 4-0. Il Boca Juniors è invece la squadra che ad oggi ha vinto più titoli: due, peraltro consecutivi (2004, 2005). Il club messicano del Pachuca, grazie al trionfo del 2006, è diventato il primo e, a oggi, unico capace di conquistare un torneo della CONMEBOL nonostante facesse parte della CONCACAF.
L'edizione del 2016 è stata cancellata prima della finale tra i colombiani dell'Atlético Nacional e i brasiliani della Chapecoense, in seguito al disastro aereo del 28 novembre 2016 che ha colpito questi ultimi (soli tre calciatori sopravvissuti); la CONMEBOL, di comune accordo con l'Atlético Nacional, ha poi deciso di assegnare la coppa alla Chapecoense.
Nell'edizione del 2019, la Conmebol ha istituito per la prima volta, un grande cambio di formato per quanto riguarda la finale della competizione, rendendola di sola andata a dispetto delle classiche finali di andata e ritorno sempre giocate sul suolo sudamericano. Tale modifica è stata apportata anche alla Copa Libertadores, ma non alla Recopa Sudamericana che dunque resterà l'unica competizione Conmebol con finali di andata e ritorno. La gara unica, giocata ad Asuncion, ha visto vincitrice l'Independiente del Valle contro il Colón (SF) per 3-1, laureandosi la seconda squadra ecuadoriana a vincere questo trofeo dopo la LDU Quito.

## Formula
Ad ogni nazione viene assegnato un numero di posti determinato dal piazzamento finale nel proprio campionato maggiore, le squadre vengono scelte in base ad alcuni criteri: per invito (in passato), in base al rendimento nel primo semestre dell'anno oppure se si viene eliminati nei playoff della Coppa Libertadores, come accade per l'Europa League. Il Boca Juniors e il River Plate, le due squadre più popolari d'Argentina, hanno avuto, fino all'edizione del 2010, un posto assicurato nel torneo. La formula della competizione è cambiata nel corso degli anni fino a delineare, oggi, un turno preliminare, una fase a gironi e in seguito la fase ad eliminazione diretta delle restanti 16 squadre. La finale è uguale a quella della Coppa Libertadores, che prevede una partita di andata ed una di ritorno sui campi delle due contendenti. In caso di parità dopo i tempi regolamentari si va ai supplementari e in seguito ai tiri di rigore. Come in tutte le competizioni sudamericane, se, dopo la doppia sfida di andata e ritorno, tra due squadre, rimane una situazione di pareggio viene premiato il team che ha realizzato più gol in trasferta; tale norma non valeva per la finale, giocata in due partite fino al 2018. Dal 2019, come per la Copa Libertadores, la finale si gioca in gara unica ed in campo neutro.

## Albo d'oro
| Stagione | Data            | Nazionalità della squadra vincitrice | Vincitore (numero vittorie) | Finalista perdente | Risultato           | Sede della finale                                    | Spettatori |
| -------- | --------------- | ------------------------------------ | --------------------------- | ------------------ | ------------------- | ---------------------------------------------------- | ---------- |
| 2002     | 27 novembre     | Argentina                            | San Lorenzo                 | Atlético Nacional  | 0-4                 | Medellín - Stadio Atanasio Girardot                  | 45 000     |
| 2002     | 11 dicembre     | Argentina                            | San Lorenzo                 | Atlético Nacional  | 0-0                 | Buenos Aires - Stadio Pedro Bidegain                 | 40 779     |
| 2003     | 10 dicembre     | Perù                                 | Cienciano                   | River Plate        | 3-3                 | Buenos Aires - Stadio Monumental                     | 65 000     |
| 2003     | 19 dicembre     | Perù                                 | Cienciano                   | River Plate        | 1-0                 | Arequipa - Stadio Monumental Virgen de Chapi         | 45 000     |
| 2004     | 8 dicembre      | Argentina                            | Boca Juniors                | Bolívar            | 1-0                 | La Paz - Stadio Hernando Siles                       | 42 800     |
| 2004     | 17 dicembre     | Argentina                            | Boca Juniors                | Bolívar            | 2-0                 | Buenos Aires - La Bombonera                          | 55 000     |
| 2005     | 6 dicembre      | Argentina                            | Boca Juniors (2)            | Pumas UNAM         | 1-1                 | Città del Messico - Stadio olimpico universitario    |            |
| 2005     | 18 dicembre     | Argentina                            | Boca Juniors (2)            | Pumas UNAM         | 1-1 (4-3 dtr)       | Buenos Aires - La Bombonera                          |            |
| 2006     | 29 novembre     | Messico                              | Pachuca                     | Colo-Colo          | 1-1                 | Pachuca - Stadio Hidalgo                             | 24 000     |
| 2006     | 13 dicembre     | Messico                              | Pachuca                     | Colo-Colo          | 2-1                 | Santiago del Cile - Stadio Nazionale del Cile        | 55 000     |
| 2007     | 30 novembre     | Argentina                            | Arsenal Sarandí             | América            | 2-3                 | Città del Messico - Stadio Azteca                    |            |
| 2007     | 5 dicembre      | Argentina                            | Arsenal Sarandí             | América            | 1-2 (gfc)           | Avellaneda - Stadio Juan Domingo Perón               |            |
| 2008     | 26 novembre     | Brasile                              | Internacional               | Estudiantes (LP)   | 0-1                 | La Plata - Stadio Città di La Plata                  |            |
| 2008     | 3 dicembre      | Brasile                              | Internacional               | Estudiantes (LP)   | 1-1 (dts)           | Porto Alegre - Stadio Beira-Rio                      | 51 803     |
| 2009     | 25 novembre     | Ecuador                              | LDU Quito                   | Fluminense         | 5-1                 | Quito - Stadio Rodrigo Paz Delgado                   | 55 000     |
| 2009     | 2 dicembre      | Ecuador                              | LDU Quito                   | Fluminense         | 3-0                 | Rio de Janeiro - Stadio Maracanã                     | 65 822     |
| 2010     | 1 dicembre      | Argentina                            | Independiente               | Goiás              | 2-0                 | Goiânia - Stadio Serra Dourada                       | 35 000     |
| 2010     | 8 dicembre      | Argentina                            | Independiente               | Goiás              | 3-1 (5-3 dtr)       | Avellaneda - Stadio Libertadores de América          |            |
| 2011     | 8 dicembre      | Cile                                 | Universidad de Chile        | LDU Quito          | 0-1                 | Quito - Stadio Rodrigo Paz Delgado                   | 41 000     |
| 2011     | 14 dicembre     | Cile                                 | Universidad de Chile        | LDU Quito          | 3-0                 | Santiago del Cile - Stadio Nazionale del Cile        | 50 000     |
| 2012     | 5 dicembre      | Brasile                              | San Paolo                   | Tigre              | 0-0                 | Buenos Aires - La Bombonera                          |            |
| 2012     | 12 dicembre     | Brasile                              | San Paolo                   | Tigre              | 2-0                 | San Paolo - Stadio Morumbi                           | 67 042     |
| 2013     | 4 dicembre      | Argentina                            | Lanús                       | Ponte Preta        | 1-1                 | San Paolo - Stadio Paulo Machado de Carvalho         | 28 959     |
| 2013     | 11 dicembre     | Argentina                            | Lanús                       | Ponte Preta        | 2-0                 | Lanus - Stadio Città di Lanús                        | 40 000     |
| 2014     | 3 dicembre      | Argentina                            | River Plate                 | Atlético Nacional  | 1-1                 | Medellín - Stadio Atanasio Girardot                  | 44 412     |
| 2014     | 10 dicembre     | Argentina                            | River Plate                 | Atlético Nacional  | 2-0                 | Buenos Aires - Stadio Monumental                     |            |
| 2015     | 2 dicembre      | Colombia                             | Ind. Santa Fe               | Huracán            | 0-0                 | Buenos Aires - Stadio Tomás Adolfo Ducó              |            |
| 2015     | 9 dicembre      | Colombia                             | Ind. Santa Fe               | Huracán            | 0-0 (3-1 dtr)       | Bogotà - Stadio Nemesio Camacho                      |            |
| 2016     | -               | Brasile                              | Chapecoense                 | Atlético Nacional  | Assegnata d'ufficio | -                                                    | -          |
| 2017     | 6 dicembre      | Argentina                            | Independiente (2)           | Flamengo           | 2-1                 | Avellaneda - Stadio Libertadores de América          | 45 000     |
| 2017     | 13 dicembre     | Argentina                            | Independiente (2)           | Flamengo           | 1-1                 | Rio de Janeiro - Stadio Maracanã                     | 62 567     |
| 2018     | 5 dicembre      | Brasile                              | Athl. Paranaense            | Atlético Junior    | 1-1                 | Barranquilla - Stadio metropolitano Roberto Meléndez | 38 094     |
| 2018     | 12 dicembre     | Brasile                              | Athl. Paranaense            | Atlético Junior    | 1-1 (4-3 dtr)       | Curitiba - Stadio Joaquim Américo Guimarães          | 40 263     |
| 2019     | 9 novembre      | Ecuador                              | Independiente del Valle     | Colón (SF)         | 3-1                 | Asunción - Stadio General Pablo Rojas                | 44 828     |
| 2020     | 23 gennaio 2021 | Argentina                            | Defensa y Justicia          | Lanús              | 3-0                 | Córdoba - Stadio Mario Alberto Kempes                | 0          |
| 2021     | 20 novembre     | Brasile                              | Athl. Paranaense (2)        | RB Bragantino      | 1-0                 | Montevideo - Stadio del Centenario                   | 20 000     |
| 2022     | 1 ottobre       | Ecuador                              | Independiente del Valle (2) | San Paolo          | 2-0                 | Córdoba - Stadio Mario Alberto Kempes                | 24 683     |
| 2023     | 28 ottobre      | Ecuador                              | LDU Quito (2)               | Fortaleza          | 1-1 (4-3 dtr)       | Maldonado - Stadio Domingo Burgueño                  | 17 420     |
| 2024     | 23 novembre     | Argentina                            | Racing Club                 | Cruzeiro           | 3-1                 | Asunción - Stadio General Pablo Rojas                | 45 000     |

## Statistiche

### Vittorie per squadra
| Squadra                 | Vittorie | Finali perse | Anni vittorie | Anni finali perse |
| ----------------------- | -------- | ------------ | ------------- | ----------------- |
| LDU Quito               | 2        | 1            | 2009, 2023    | 2011              |
| Athl. Paranaense        | 2        | 0            | 2018, 2021    | —                 |
| Boca Juniors            | 2        | 0            | 2004, 2005    | —                 |
| Independiente           | 2        | 0            | 2010, 2017    | —                 |
| Independiente del Valle | 2        | 0            | 2019, 2022    | —                 |
| River Plate             | 1        | 1            | 2014          | 2003              |
| Lanús                   | 1        | 1            | 2013          | 2020              |
| San Paolo               | 1        | 1            | 2012          | 2022              |
| San Lorenzo             | 1        | 0            | 2002          | —                 |
| Cienciano               | 1        | 0            | 2003          | —                 |
| Pachuca                 | 1        | 0            | 2006          | —                 |
| Arsenal Sarandí         | 1        | 0            | 2007          | —                 |
| Internacional           | 1        | 0            | 2008          | —                 |
| Universidad de Chile    | 1        | 0            | 2011          | —                 |
| Santa Fe                | 1        | 0            | 2015          | —                 |
| Chapecoense             | 1        | 0            | 2016          | —                 |
| Defensa y Justicia      | 1        | 0            | 2020          | —                 |
| Racing Club             | 1        | 0            | 2024          | —                 |

### Vittorie per nazione
| Paese     | Finali vinte | Finali perse |
| --------- | ------------ | ------------ |
| Argentina | 10           | 6            |
| Brasile   | 5            | 8            |
| Ecuador   | 4            | 1            |
| Colombia  | 1            | 4            |
| Messico   | 1            | 2            |
| Cile      | 1            | 1            |
| Perù      | 1            | 0            |
| Bolivia   | 0            | 1            |

### Capocannonieri
| Anno | Calciatore                                                            | Squadra                                                               | Reti |
| ---- | --------------------------------------------------------------------- | --------------------------------------------------------------------- | ---- |
| 2002 | Rodrigo Astudillo Gonzalo Galindo Pierre Webó                         | San Lorenzo Bolívar Nacional                                          | 4    |
| 2003 | Germán Carty                                                          | Cienciano                                                             | 6    |
| 2004 | Horacio Chiorazzo                                                     | Bolívar                                                               | 5    |
| 2005 | Bruno Marioni                                                         | Pumas UNAM                                                            | 7    |
| 2006 | Humberto Suazo                                                        | Colo-Colo                                                             | 10   |
| 2007 | Ricardo Ciciliano                                                     | Millonarios                                                           | 6    |
| 2008 | Alex Nilmar                                                           | Internacional                                                         | 5    |
| 2009 | Claudio Bieler                                                        | LDU Quito                                                             | 8    |
| 2010 | Rafael Moura                                                          | Goiás                                                                 | 8    |
| 2011 | Eduardo Vargas                                                        | Universidad de Chile                                                  | 11   |
| 2012 | Michael Ríos Wason Rentería Fábio Renato Jonathan Fabbro Carlos Núñez | Universidad Católica Millonarios LDU Loja Cerro Porteño Liverpool (M) | 5    |
| 2013 | Enner Valencia                                                        | Emelec                                                                | 5    |
| 2014 | Miller Bolaños Andrés Vilches                                         | Emelec Huachipato                                                     | 5    |
| 2015 | Wilson Morelo Ramón Ábila Miller Bolaños José Ariel Núñez             | Santa Fe Huracán Emelec Olimpia                                       | 5    |
| 2016 | Miguel Borja Cecilio Domínguez                                        | Atlético Nacional Cerro Porteño                                       | 6    |
| 2017 | Jhon Cifuente Felipe Vizeu Luis Miguel Rodríguez                      | Universidad Católica Flamengo Atl. Tucumán                            | 5    |
| 2018 | Nicolás Benedetti Pablo                                               | Deportivo Cali Athl. Paranaense                                       | 5    |
| 2019 | Silvio Romero                                                         | Independiente                                                         | 5    |
| 2020 | Braian Romero                                                         | Defensa y Justicia                                                    | 10   |
| 2021 | Agustín Álvarez Martínez                                              | Peñarol                                                               | 10   |
| 2022 | Bernardo Cuesta                                                       | Melgar                                                                | 8    |
| 2023 | Gonzalo Mastriani                                                     | América MG                                                            | 9    |
| 2024 | Adrián Martínez                                                       | Racing Club                                                           | 10   |